# Сосновий Бор (Артемовський міський округ)
Сосно́вий Бор (рос. Сосновый Бор) — село у складі Артемовського міського округу Свердловської області.
Населення — 1437 осіб (2010, 1476 у 2002).
Національний склад населення станом на 2002 рік: росіяни — 89 %.